# Szanszára
A szó (saṃsāra, szanszkrit: संसार, magyaros átírásban szanszára vagy szamszára) jelentése „vándorlás”, átvitt értelemben „létforgatag”, a születés és a halál körforgása, a  lélekvándorlás indiai formája. A motívum nem egyetlen valláshoz kapcsolódik, egyaránt jelen van a buddhizmusban, a hinduizmusban, a dzsainizmusban és a szikhizmusban, de más ezekhez közelálló vallásokban is. Eszméjének eredete – a karmához hasonlóan – vita tárgyát képezi. 
Az élőlények tetteinek következményeként jön létre (→karma). A körforgásból ki lehet lépni, ez a megszabadulás (→móksa, →nirvána, →kaivalja), amelyet a törekvő a szanszára legyőzésével érhet el, vagy úgy, hogy felismeri, hogy a létezés illúzió (májá).
A teozófiai illetve antropozófiai szellemi irányzatok reinkarnációs elméleteik igazolására előszeretettel hivatkoznak rá, mint az örökkön örökké a létezés forgatagához láncoltságra.
Szamszára címmel több film is készült.

## Hinduizmusban
A szanszára szó nem jelenik meg a Védákban, de az újbóli halál (punarmritju) gondolata igen. 
A lélek egyesülése egy adott testtel a születés, a róla való leválás pedig a halál. Amikor egy lélek elhagyja fizikai burkát, átvándorol egy másik testbe, amely lehet emberi, állati, sőt növényi test, az érdemei alapján.
- Az, ami áthatja az egész testet, elpusztíthatatlan; ezért a lelket senki sem képes megsemmisíteni! Elpusztíthatatlan, felfoghatatlan és örök élőlénynek csupán az anyagi teste van kitéve a megsemmisülésnek! A tudással rendelkező tudja, hogy a lélek.. nem meggyilkolható. A lélek nem ismer sem születést, sem halált; ha már létezett, többé meg nem szűnhet; nem-született, örökkévaló, mindig-létező, halhatatlan és ősi, s ha a testet meg is ölik, ő meg nem ölhető. Miként az ember leveti elnyűtt ruháit és újakat ölt magára, úgy adja fel a lélek is az öreg és hasznavehetetlen testeket, hogy újakat fogadjon el helyükbe. (Bhagavad-gíta)[4]

A lélek vándorlása mindaddig folytatódik - nem tudni hány életen keresztül - amíg teljességgel meg nem szabadul a tisztátalanságaitól, s a jóga által igaz és tökéletes tudásra nem tesz szert a múlhatatlan Lélekről, hogy elérje a muktit vagy másképp a móksát, azaz a végső megszabadulást, s tökéletes és végtelen boldogságot élvezzen, egyesülve a világlélekkel, Brahmannal. Ekkor hagyja abba a vándorlást. Ez az állapot a nirvána. A nirvánában megszűnik minden földi tevékenység, eltűnik minden vágy, szenvedés, kötődés és halál.
A hinduizmusban rendszere alapján az avidja - avagy a tudatlanság, tévelygés - az igazi én természetéről vezet a test és a jelenségek világának ego-öntudatához. Ennek egyik alapja a káma (vágyakozás) és a reinkarnáció láncolata. Az egoizmuson és vágyakon keresztül hozza létre mindenki a jövőbeli létesülése okait. Az ezt létrehozó illúzió állapotát  úgy nevezik, hogy májá.
Az újjászületés tana a karma törvényének egyenes folyománya. A jó karmák magasabb síkon való újjászületéshez, a rossz karmák pedig alacsonyabb síkon való újjászületéshez vezetnek. A jó emberi tulajdonságok felfelé, egy magasabb síkra vezetnek, a rosszak pedig lefelé, egy alacsonyabbra. A bölcsesség és a helyes élet jutalma az üdvözülés, a kötöttségé pedig annak ellenkezője. Amíg a karmák nem merülnek ki, az ember nem éri el a móksát, a végső megszabadulást. A jó és rossz karmák egyaránt leláncolják a lelket (átman, dzsíva). Az egyik lánc aranyból van, a másik vasból. A móksát nem érheti el az ember addig, amíg az Örökkévaló ismeretét el nem éri.
- Örökre az anyagi lét óceánjába dobom az irigyeket és a gonoszokat, az emberiség alját. Az ilyen emberek újra és újra démoni fajokban fognak megszületni, így sohasem érhetnek el Engem. Fokozatosan a lét legszörnyűbb formájába süllyednek. (Bhagavad-gíta)[7]

Az egyéni lélek a Legfelsőbb akaratából kerül egy bizonyos testbe. Ezért találunk az anyagi létben oly sok fajt - állatokat, rovarokat, embereket stb. Nem véletlenül jöttek létre, hanem egy felsőbb hatalom irányításával. Isten végtelenül könyörületes, de a gonosz emberekkel szemben soha nem az, és életről-életre hasonló démonok méhébe küldi őket. A Legfelsőbb Úr kegyét nem kapják meg, hanem állatok testében születnek újra. Egyre lejjebb süllyednek a létezés formáiban.
lásd még a lélekvándorlás az Upanisadokban

## Dzsainizmusban
A dzsainizmusban a szanszára a világi életet jelenti, amelyet a különböző létsíkokban való folyamatos újraszületések jellemeznek. A szanszára tele van kínnal és szenvedéssel, ezért nem kívánatosnak tekintendő, amitől megéri megszabadulni. A szanszára kezdet nélküli, amelyben a lelkeket megkötözve tartja karmájuk. A móksa a szanszárából való megszabadulás.

## Buddhizmusban
A buddhizmusban a szamszára a születések, halálok (és a Tibeti buddhizmusban köztes állapotok) folyamatosan ismétlődő köre. Ez az én és a tapasztalás téves képzetéhez való ragaszkodás eredménye, tehát a valóságról alkotott helytelen tudásé - (avidjá). A szamszára jellemzője a dukkha (szenvedés, aggodalom, elégedetlenség). A buddhista nézet szerint a szamszárából való megvilágosodás lehetséges, ha valaki követi a buddhista ösvényt.
A szamszárához általában hat birodalmat szoktak felsorolni: istenek világa, félistenek világa, emberek világa, állatok világa, éhesszellemek világa, pokollakók világa.

## Szikhizmusban
A szikhizmusban úgy gondolják, hogy a jelen cselekedetek miatt és az embertársainkkal való kapcsolataink által lehetőségünk van egységbe lépni az időtlennel (Akal). Az öt rabló irányításával (kaam, krodh, moh, lobh és hankaar) lehetőség van elérni a gurmukh állapotát. A szikhizmusban az emberi élet a legmagasabb életforma, az egyetlen, amelyből elérhető a gurmukh szint.

## A kultúrában
- Samsara - Erica Anzalone verskötetének címe.
- Samsara - a Guerlain parfümház egyik illata.
- "Samsara" - megjelenik a Naruto című mangasorozatban, amelyben van egy Rinnegan nevű dódzsucu. A név szó szerint szamszára szemet jelent, amely a használóját képessé teszi, hogy az öt természetes átalakulás mesterévé váljon.
- "Samsara" - Alexandra Jones 1989-es történelmi regénye (ISBN 978-0708842041).
- Samsara – a lét örök körforgása - 2011-es narráció nélküli dokumentumfilm, amelyet a Világok arca: Baraka (1992) alkotói, Mark Magidson és Ron Fricke forgattak mintegy 5 év alatt.
- Szamszára - Nalin Pan 2001-es filmje, amely egy Tashi nevű ifjú lámáról szól.
- Samsara - Tungevaag & Raaban zenéje 2015 februárjában